# Bergwerksgesellschaft Merchweiler
Die Bergwerksgesellschaft Merchweiler betrieb ab 1948 nacheinander an 5 Standorten im mittleren Saarland Kleingruben, in denen bis 2008 insgesamt etwa 6,5 Millionen Tonnen Steinkohle gefördert wurden. 2008 wurde der Abbaubetrieb mangels wirtschaftlich gewinnbarer Vorräte eingestellt.

## Geschichte
Mit Vertrag vom 19. Juli 1948 erhielt der Elektrosteiger Walter Greiber von der Régie des Mines de la Sarre nahe dem Forsthaus Erkershöhe bei Friedrichsthal ein Pachtfeld zum Steinkohlenabbau. In drei dort zu Tage auslaufenden Flözen wurden Abbaustollen errichtet und mit 100 Arbeitern weit über 2.000 t monatlich abgebaut (ca. 1 t je Mann und Schicht).
Ab 1955 begann das Unternehmen zwischen Merchweiler und Bildstock, in Höhe der Gaststätte Altsteigershaus, mit neuen Stollenbetrieben. Dort betrug die Förderkapazität mit 90 Arbeitern 100 – 120 t je Tag (ca. 1,2 t je Mann und Schicht).
1964 übernahmen der Steiger Josef Schäfer und sein Sohn, Bergbauingenieur Siegfried Schäfer, den Betrieb und modernisierten das Unternehmen stark, welches sich bis dahin technisch auf dem Stand von 1925 bewegte. Unter anderem fand durch Elektroingenieur Bertold Bettscheider eine Elektrifizierung statt, bis dahin wurde zu Abbau und Förderung vorwiegend Pressluft eingesetzt. Nachdem der Verkauf von Hausbrand stark zurückging, lieferte die Grube vornehmlich Kraftwerkskohle zum Kraftwerk Wehrden. Um 1965 waren die im Bereich Altsteigershaus anstehenden Kohlefelder abgebaut. Weitere Restkohlen standen noch im Fischbachtal an, weshalb die Aktivitäten zur Grube Hackenweiler verlegt wurden, wo allerdings bereits 1968 die wirtschaftlich verwertbaren Vorräte erschöpft waren. Ab dieser Zeit leitete Siegfried Schäfer das Unternehmen alleinverantwortlich.
Probebohrungen der Bergwerksgesellschaft führten zum Fund eines bis dato nicht bekannten Flözes (Flöz „Unbenannt“) mit einer Mächtigkeit von knapp 1 m und einem Kohlevorrat von geschätzten 500.000 t. Durch Einsatz moderner Abbautechniken konnte die Tagesleistung der Grube zwischen 1968 und 1974 auf 400 t gesteigert werden (ca. 4 t je Mann und Schicht).

## Grube Fischbach

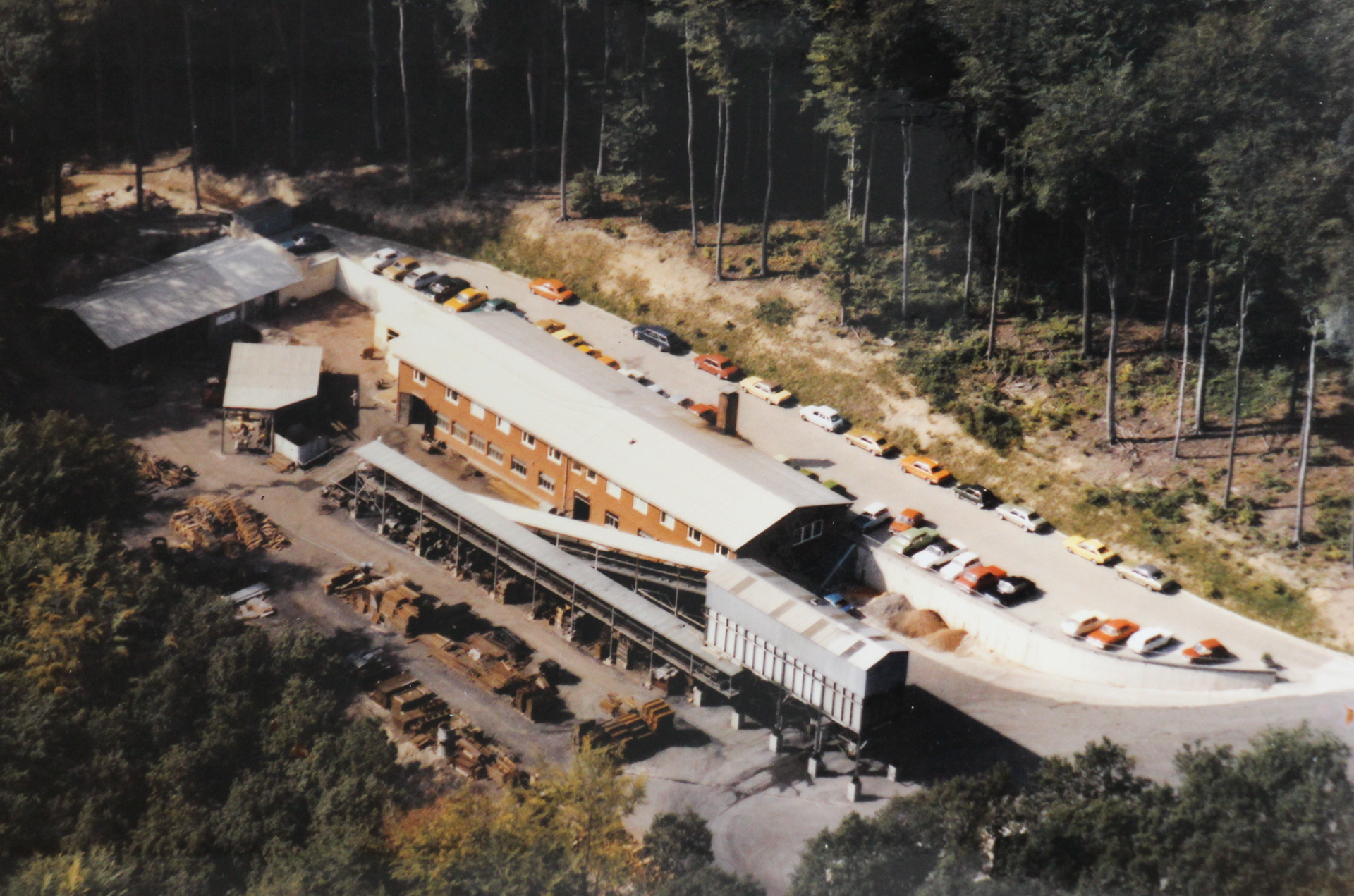
Grube Fischbach Tagesanlagen

Wegen Erschöpfung der bisherigen Baufelder wurden von 1972 bis 1974 nördlich von Fischbach Tagesanlagen errichtet und mittels eines schräg in die Tiefe führenden Förderstollens das Feld zum Flöz Kallenberg ausgerichtet. Danach konnte mit der Kohlengewinnung im Rückbau begonnen werden und die Förderung durch Einsatz modernen Schreitausbaus und eines Walzenschrämladers auf 800 t erhöht werden (ca. 8 t je Mann und Schicht). Hauptabnehmer der aufbereiteten Kohle waren die Kraftwerke Ensdorf, Wehrden und Saarbrücken-Römerbrücke. Dort wurden aus einem kg Kohle zwei kWh Strom produziert.
Im Jahre 1993 übergab Siegfried Schäfer altersbedingt den Grubenbetrieb an Bergbauingenieur Frank Elsner. Nachdem die wirtschaftlich abbaubaren Vorräte allmählich zur Neige gingen, war geplant, die Grube Ende 2008 stillzulegen. Weil Mitte des Jahres eine Störungszone angefahren wurde und die Grube einen schweren Strebbruch erlitt, wurde die Kohlenförderung allerdings bereits am 20. Juni 2008 eingestellt. Die Förderleistung lag zuletzt bei etwa 12 t je Mann und Schicht.
Die Grube Fischbach war 2008 die einzige und letzte „überlebende“ Privatgrube an der Saar. In den darauf folgenden Jahren galt es, den ehemaligen Grubenbetrieb personell, technisch und wirtschaftlich abzuwickeln. Die noch aktive Belegschaft konnte von der Ruhrkohle AG als Nachfolgerin der Saarbergwerke AG übernommen werden, die zum Bergbaubetrieb gehörenden Grundflächen über und unter Tage wurden auf bergrechtlicher Grundlage renaturiert bzw. umweltverträglich versiegelt und geschlossen.
Die Tagesanlagen wurden inzwischen abgerissen, lediglich das Zechenhaus übernahm der Forst für betriebliche Zwecke.

## Sonstiges
1992 wurde die Gesellschaft im Zuge der Nachfolgeregelung in Bergwerksgesellschaft Merchweiler Verwaltung m.b.H. umbenannt.
Die Bergwerksgesellschaft Merchweiler sicherte den Emilianus-Stollen in St. Barbara mit modernem Ausbau vor Rutschungen.